# Celtis adolfi-friderici
Celtis adolfi-friderici är en hampväxtart som beskrevs av Adolf Engler. Celtis adolfi-friderici ingår i släktet Celtis och familjen hampväxter. Inga underarter finns listade i Catalogue of Life.